# Charles Athanase Marie de Charette de La Contrie
Pour les articles homonymes, voir famille Charette et Charette.
Charles-Athanase-Marie de Charette de La Contrie, 1er baron de La Contrie, né le 14 janvier 1796 à Nantes, mort le 16 mars 1848 au château de La Contrie, à Couffé, est un officier de cavalerie, membre de la Chambre des pairs.

## Biographie
Charles Athanase Marie de Charette de La Contrie naquit le 14 janvier 1796 (24 nivôse an IV) au domicile de sa mère situé à Nantes. De fait de la disparition prématurée de son père, Louis Marin Charette de La Contrie, et de la participation active de ce dernier aux guerres de Vendée, la naissance de son fils Athanase ne fut déclarée à Nantes que le 10 août 1796 (23 thermidor an IV). L'enfant aurait été tenu sur « les fonts de baptême par S. A. R. Monsieur, [aujourd'hui] S. M. Charles X. »
Neveu du général vendéen, et fils d'un ancien lieutenant au régiment de Viennois tué dans la guerre de Vendée, il entra dans les gardes du corps du Roi à la Restauration (16 juin 1814).
Pendant les Cent-Jours, Charette prit part au soulèvement dans l'Ouest sous M. d'Andigné. L'insurrection fut matée par le général-comte Jean Maximilien Lamarque et l'officier vendéen y avait perdu son frère cadet, Ludovic, mortellement blessé à Aizenay (20 mai, il succomba le 31).
À la seconde Restauration, Charette fut nommé chef d'escadron des chasseurs de Vendée (24 janvier 1816), puis lieutenant-colonel aux chasseurs de la Garde du roi (octobre 1821). Il fut promu à la pairie par ordonnance royale du 23 décembre 1823.
Après son mariage, en 1827 avec Louise de Bourbon, comtesse de Vierzon, fille naturelle du duc de Berry et d'Amy Brown, il passe au 5e régiment de dragons (30 décembre). Il fut nommé colonel des cuirassiers de Berry (4e régiment) le 27 décembre 1829.
En 1830, il accompagna en exil la famille royale déchue, mais revint secrètement en France (juin 1831) pour préparer un mouvement dans l'Ouest. Charette accompagna la duchesse de Berry dans sa tentative malheureuse de 1832 d'une restauration des Bourbons au profit de son fils, le « comte de Chambord » : il se battit en juin « au Chêne-en-Vieille-Vigne » pour empêcher la jonction de deux armées (ou plutôt 2 compagnies, soit environ 400 hommes) gouvernementales.
Après cet échec et devant l'inutilité de la lutte, il accompagne la duchesse à Nantes qu'il laisse seule, et s'embarque. Il est alors condamné à mort par contumace le 12 juin 1834 par arrêt de la Cour d'assises de Nantes pour attentat contre la sûreté intérieure de l'État.

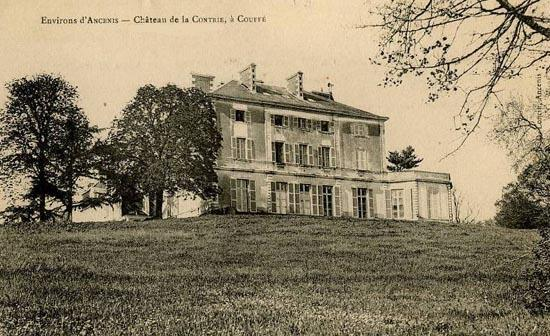
Le château de La Contrie, à Couffé.

Il habita Lausanne jusqu'à l'époque où le gouvernement de Juillet lui permit de rentrer en France (1841), et se retira à La Contrie (Couffé), où il mourut.
On a de lui :
- Quelques mots sur les événements de la Vendée en 1832 (1840) ;
- Réponse au marquis de Goulaine (1840) ;
- Journal militaire d'un chef de l'Ouest (1842).

## Titres
- Pair de France[8] (par ordonnance royale du 23 décembre 1823) ;
- 1er baron de La Contrie (érection de majorat par lettres patentes du 14 avril 1824).

## Distinctions
| Chevalier de la Légion d'honneur | Chevalier de Saint-Louis |

- Chevalier de la Légion d'honneur[4] ;
- Chevalier de l'ordre royal et militaire de Saint-Louis ;

## Ascendance et postérité
Athanase Charles de Charette était le fils cadet de Louis Marin Charette de La Contrie,(17 avril 1759 - Couffé, 2 mars 1796), seigneur de La Contrie, et de Marie-Jeanne Louise Loisel (ou Loaisel) (1765-1846), dame de La Tourmissinière. Son père, ancien lieutenant au régiment de Viennois, meurt de ses blessures reçues à la Bataille de Gralas.
Le 16 juin 1827, à Paris Ier (ancien),, Athanase Charles épouse Louise de Bourbon, comtesse de Vierzon (19 décembre 1809 - Londres, 26 décembre 1891 - Château de La Contrie, Couffé), fille naturelle de Charles-Ferdinand d'Artois (1778-1820), duc de Berry, et d'Amy Brown (1783-1876).

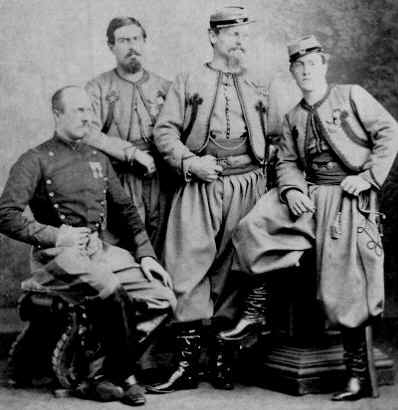
Les frères de Charette : Au centre Athanase, major des zouaves pontificaux, entouré d'Alain, sous-lieutenant (à sa gauche), et de Ferdinand, simple zouave (à sa droite). À gauche, Louis-Marie, maréchal-des-logis de dragons
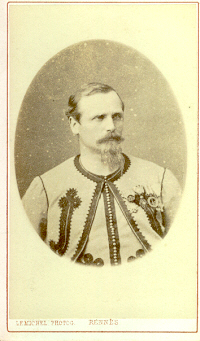
Athanase (1832-1911)

La descendance du baron de La Contrie compte parmi les familles subsistantes de la noblesse française. La famille Charette donna sept maires à la ville de Nantes au XVIIe siècle (d'où le nom de la rue nantaise : Rue des Sept Maires Charette), mais la branche des Charette de La Contrie, seule branche subsistante au XXIe siècle, ne descend directement d'aucun des maires.

## Armoiries
| Figure | Blasonnement |
|        | Armes du baron de Charette de La Contrie, pair de France D'argent au lion de sable, armé et lampassé de gueules, accompagné en pointes de 3 merlettes aussi de sable, becquées et pattées du même, posées 2 et 1. - Devise : « Dieu et le Roy » ; - Supports : deux sauvages au naturel armés de massues. « Les armoiries actuelles sont définies par les lettres de collation du titre de baron (1823) et le règlement de pairie (1824). À cette occasion, il fut d’ailleurs nécessaire de faire rectifier les lettres de pairie, qui par erreur, disaient « 3 merlettes posées 1 et 2 » au lieu de « 3 merlettes posées 2 et 1 ». Quoi qu’il en soit, les textes de 1823-1824 et le rectificatif ultérieur créent pour la famille l’obligation de s’écarter, sur aucun point, des honneurs qui lui ont été octroyés. » — Maurice de Charette, Les 16 quartiers |